# Curé
Der Curé ist ein Fluss in Frankreich, der im Département Charente-Maritime in der Region Nouvelle-Aquitaine verläuft. Er entspringt beim gleichnamigen Ort Curé, im östlichen Gemeindegebiet von Saint-Georges-du-Bois, entwässert generell Richtung Nordwest und erreicht nach etwa 16 Kilometern den Regionalen Naturpark Marais Poitevin. Ab hier wurde er Ende des 18. Jahrhunderts zur Entwässerung der Sumpfgebiete im Marais Poitevin kanalisiert und wechselt auch seinen Namen auf Canal du Curé. Er quert bei Andilly den Schifffahrtskanal Canal de Marans à La Rochelle und mündet schließlich nach insgesamt rund 42 Kilometern im Gemeindegebiet von Charron in der Bucht von Aiguillon in den Atlantischen Ozean.

## Orte am Fluss
(Reihenfolge in Fließrichtung)
- Curé, Gemeinde Saint-Georges-du-Bois
- Saint-Georges-du-Bois
- Vouhé
- Bouhet
- Les Rivières-d’Anais, Gemeinde Anais
- Anais
- Angliers
- Nuaillé-d’Aunis
- Sérigny, Gemeinde Andilly
- Andilly
- Les Portes, Gemeinde Charron